# Hans Schäfer
Hans Schäfer (Köln-Zollstock, 1927. október 19. – 2017. november 7.) nyugatnémet válogatott világbajnok német labdarúgó, csatár.

## Pályafutása

### Klubcsapatban
1948 és 1965 között az 1. FC Köln játékosa volt. 1962-ben és 1964-ben bajnoki címet nyert a csapattal. 1963-ban az év labdarúgójának választották Nyugat-Németországban. 394 bajnoki mérkőzésen szerepelt, ahol 254 gólt szerzett. 1965-ben vonult vissza az aktív labdarúgástól.

### A válogatottban
1952 és 1962 között 39 alkalommal szerepelt a nyugatnémet válogatottban és 15 gólt szerzett. Tagja volt az 1954-es világbajnok csapatnak. Részt vett az 1958-as és az 1962-es világbajnokságon is. 1957 és 1962 között 16 alkalommal a csapat kapitánya volt.

## Sikerei, díjai
NSZK
- Világbajnokság
  - világbajnok: 1954, Svájc
  - 4.: 1958, Svédország

 1. FC Köln
- Nyugatnémet bajnokság
  - bajnok: 1962, 1964
  - az év labdarúgója: 1963